# Aranda (comarca)
Aranda è una delle 33 comarche dell'Aragona, con una popolazione di 8 018 abitanti; suo capoluogo è Illueca.
Amministrativamente fa parte della provincia di Saragozza, che comprende 17 comarche.